# اندوکا اودیزور
 اندوکا اودیزور (انگلیسی: Nduka Odizor؛ زاده ۹ اوت ۱۹۵۸) یک تنیس‌باز اهل نیجریه است.